# Melanophora roralis
Melanophora roralis är en tvåvingeart som först beskrevs av Carl von Linné 1758.  Melanophora roralis ingår i släktet Melanophora och familjen gråsuggeflugor. Arten är reproducerande i Sverige. Inga underarter finns listade i Catalogue of Life.